# 성산국민체육센터운동장
성산국민체육센터운동장(城山國民體育센터運動場, Seongsan Public Sports Center Stadium)은 대한민국 제주특별자치도 서귀포시에 있는 스포츠 시설이다. 천연잔디 필드와 우레탄 트랙이 갖춰진 경기장이며, 2004년에 준공되었다. 준공 당시 '성산생활체육관운동장'으로 개장한 후, 2010년 1월 15일에 성산국민체육센터가 준공되면서 '성산국민체육센터운동장'으로 명칭을 변경했다.

## 참고 문헌
- “성산국민체육센터운동장”. 서귀포시청.
- 〈성산국민체육센터〉. 《디지털서귀포문화대전》. 한국학중앙연구원.
- 《2023 전국 공공체육시설 현황 (2022년 12월말 기준)》. 대한민국 문화체육관광부. 2024.